# Clive Deamer
Clive Deamer est un batteur anglais dont les activités les plus connues sont sa participation au groupe Portishead et les tournées mondiales en tant que batteur additionnel aux côtés de Phil Selway avec Radiohead depuis 2012.   
De 2001 à 2007, il a également joué pour Robert Plant dans son groupe Strange Sensation, enregistrant deux albums et contribuant à plusieurs tournées mondiales. Il travaille aussi en 2007 sur l'album Mantaray de Siouxsie.
Il a également collaboré avec le chanteur français Damien Saez pour les albums God Blesse/Katagena (2002), Debbie (2004), et Paris (2008).
Ainsi que dans la formation Yellow Tricycle (où Damien Saez chante en anglais) pour l'album A Lovers Prayer (2009). 
En 2011, 2012, 2016 et 2017, il participe aux tournées de Radiohead en tant que batteur additionnel. Il a également joué sur la version studio du morceau Ful Stop sur l'album A Moon Shaped Pool de Radiohead sorti en 2016
En 2021, il collabore à l'album Nø-Mad du musicien suisse Christophe Meyer ex-Fou (groupe) et l'accompagne sur scène en Suisse et en Arménie (2022, 2023).
Il est crédité du morceau La la la song sur l’album Bliss de Vanessa Paradis en collaboration avec M.
Clive Deamer joue sur une batterie Ludwig et des cymbales Zildjian.